# M1117 Armored Security Vehicle
L'M1117 Armored Security Vehicle è un veicolo blindato sviluppato negli anni '90 sulla base del Cadillac Gage Commando per essere utilizzato in operazioni di polizia e scorta nelle retrovie.

## Sviluppo
L'M1117 è stato sviluppato dal Cadillac Gage V100 Commando, largamente utilizzato dalla polizia militare dello United States Army durante la guerra del Vietnam. Fino agli anni '90 la dottrina militare degli Stati Uniti prevedeva l'uso di mezzi corazzati solamente in prima linea e l'uso di mezzi non blindati per le operazioni di trasporto dietro le linee. Durante la battaglia di Mogadiscio del 1993 le forze armate statunitensi si ritrovarono coinvolti in scontri a fuoco con High Mobility Multipurpose Wheeled Vehicle non corazzati.
Nel 1999 lo United States Army iniziò ad acquistare alcuni M1117 per la propria polizia militare. Nel 2002 il programma venne cancellato a causa degli elevati costi ma venne ripristinato dopo l'inizio della guerra in Iraq, quando gli M1117 in servizio erano 49, a causa dell'alto numero di perdite di HMMWV.
Nel 2005 lo stabilimento di produzione dell'M1117 venne gravemente danneggiato dall'uragano Katrina. La produzione del M1117 è stata ripristinata completamente nel 2006.
Nel 2012 Textron ha cambiato il nome della famiglia di M1117 in Commando, richiamando il nome della famiglia di veicoli da cui l'M1117 è derivato.

## Versioni
- Commando Elite: versione con torretta remotizzata, motore Cummins QSL365 da 365 cv, nuova trasmissione, ospita 2 membri dell'equipaggio e fino a 4 soldati[4]
  - Textron Tactical Armoured Patrol Vehicle: versione con corazzatura aumentata e torretta remotizzata[5]
- Commando Select: versione trasporto truppe, ambulanza, portamortaio o supporto alla fanteria con equipaggio di 3 persone e in grado di trasportare fino a 7 soldati[4]
  - Mobile Strike Force Vehicle: versione con protezione dello scafo migliorata[6]
- Commando Vanguard: versione da ricognizione priva di torretta[4]
- M1200 Armored Knight: veicolo da osservazione per artiglieria e missili[7]

## Operatori
Afghanistan
- Esercito nazionale dell'Afghanistan

634 Mobile Strike Force Vehicle in versione APC e ambulanza finanziati dallo United States Army a partire dal 2011.
 Bulgaria
- Suhopătni vojski na Bălgarija

7 M1117 acquistati nel 2007, 10 Commando Select acquistati nel 2015.
 Canada
- Canadian Army

500 Tactical Armoured Patrol Vehicle acquistati nel 2012 con un'opzione per altri 100. Consegnati a partire dal 2016.
 Colombia
- Ejército Nacional de Colombia

67 M1117 in servizio nel 2021, 145 provenienti da surplus degli Stati Uniti donati a partire dal 2021.
 Grecia
- Ellinikós Stratós

1 200 acquistati di seconda mano dagli Stati Uniti nel 2021.
 Iraq
- Polizia irachena

 Kosovo
- Forza di Sicurezza del Kosovo

55 donati dagli Stati Uniti nel 2021.
 Stati Uniti
- United States Army

Un totale di 2 058 M1117 è stato acquistato tra il 1997 e il 2008. Ritirati dal servizio nel 2021.
 Ucraina
- Forze terrestri ucraine

250 donati dagli Stati Uniti nel 2022.